# Szíria himnusza
A Humát ad-Dijár (Ḥumāt ad-diyār, A hazaföld védői) a Szíriai Arab Köztársaság nemzeti himnusza. Szövegét a jeles költő, Halíl Mardam írta a szíriai francia mandátumidőszak során, amikor számos szír veszett oda az európai megszállók elleni lázadások alatt. Zenéjét a libanoni Fulajfil fivérek szerezték.

## Szövege arabul
| حـماةَ الـديارِ عليكمْ سـلامْ أبَتْ أنْ تـذِلَّ النفـوسُ الكرامْ عـرينُ العروبةِ بيتٌ حَـرام وعرشُ الشّموسِ حِمَىً لا يُضَامْ ربوعُ الشّـآمِ بـروجُ العَـلا تُحاكي السّـماءَ بعـالي السَّـنا فأرضٌ زهتْ بالشّموسِ الوِضَا سَـماءٌ لَعَمـرُكَ أو كالسَّـما رفيـفُ الأماني وخَفـقُ الفؤادْ عـلى عَـلَمٍ ضَمَّ شَـمْلَ البلادْ أما فيهِ منْ كُـلِّ عـينٍ سَـوادْ ومِـن دمِ كـلِّ شَـهيدٍ مِـدادْ؟ نفـوسٌ أبـاةٌ ومـاضٍ مجيـدْ وروحُ الأضاحي رقيبٌ عَـتيدْ فمِـنّا الوليـدُ و مِـنّا الرّشـيدْ فلـمْ لا نَسُـودُ ولِمْ لا نشـيد؟ |

## Szövege tudományos átiratban
Ḥumāt ad-diyār ʿalaykum salām

Abat an taḏilla n-nufūsu l-kirām

ʿArīnu l-ʿurūbati baytun harām

Wa ʿaršu š-šumūsi ḥiman lā yuḍām

Rubūʿu š-Ša'āmi burūǧu l-ʿalā

Tuḥākī s-samā'a bi-ʿāli s-sanā

Fa-arḍun zahat bi-š-šumūsi l-wiḍā

Samā'un la-ʿamruka aw ka-s-samā
Rafīfu l-amāni wa-ẖafqu l-fu'ād

ʿAlā ʿalamin ḍamma šamla l-bilād

A mā fīhi min kulli ʿaynin sawād

Wa min dami kulli šahīdin midād

Nufūsun ubātun wa māḍin majīd

Wa rūḥu l-aḍāhī raqībun ʿatīd

Fa-minnā l-Walīdu wa minnā r-Rašīd

Fa-lim lā nasūdu wa lim lā našīd

## Magyar fordítása
Hazaföld védői, béke veletek!

A nemes lelkek megtagadják, hogy megalázkodjanak.

Az arabság oroszlánrejteke, megszentelt ház,

És Napok trónja; menedék, mit nem ér baj.

Szíria földjei, magas tornyok,

Hasonlatosak az erős fényű éghez;

Föld, mi a ragyogó Napokkal fénylik.

Ég az, életedre mondom, vagy olyan mint az ég.
Remények lobogója s a szív dobbanása;

Egy zászlón gyűlik össze az egész ország.

Vajon nincs-e minden forrásánál termőföld,

S nem fakad-e minden mártír véréből olaj?

Kitartó lelkek és dicső múlt,

S az áldozatok lelke éber figyelő.

Közülünk való al-Valíd, s közülünk ar-Rasíd!

Hát miért ne legyünk urak, hát miért ne daloljunk?